# Twisted Metal 4
Twisted Metal 4 (с англ. — «Скрежет металла 4») — четвёртая игра для Playstation из серии Twisted Metal, выпущенная 989 Studios в 1999 году. Игра в жанре боевых гонок.
Twisted Metal 4 была второй и последней разработкой фирмы 989 Studios. Похорошела графика, немного изменилась игровая физика, а также повысился искусственный интеллект противников. Добавлена возможность играть вчетвером через Playstation Multitap.

## Сюжет игры
Игра рассказывает о судьбе Нидлза Кейна, более известного как «Sweet Tooth».
Когда-то давно, когда Нидлз был совсем юн, турнир «Скрежет металла» путешествовал по различным городкам и устраивал свои состязания. Организатором этих состязаний был таинственный Каллипсо, который мог исполнить любую мечту победителя. Ради этого, Нидлз ушёл из дома и побежал за караваном. Он стал участником турнира и смог победить. Каллипсо исполнил его мечту: он сделал Кейна звездой турнира. Из года в год Нидлз оставался неизменным чемпионом турнира. Но однажды он наведался в башню Каллипсо со своей шайкой клоунов и сверг его. Он забрал себе кольцо Каллипсо, с помощью которого он мог исполнять желания.
Так начинается новый турнир «Скрежет металла», в котором участвуют самые разные гонщики с самыми разными целями.

## Отзывы
| Сводный рейтинг    | Сводный рейтинг |
| Агрегатор          | Оценка          |
| ------------------ | --------------- |
| GameRankings       | 68,04 %         |
| Иноязычные издания |                 |
| Издание            | Оценка          |
| GameRevolution     | B-              |
| GameSpot           | 7,1/10          |
| IGN                | 6/10            |

Twisted Metal 4 оправдала себя как одна из лучших игр своего жанра для PS, но в то же время получила смешанные отзывы, согласно агрегатору GameRankings.